# Alzira
|  | Per a altres significats, vegeu «Alzira (Verdi)». |

Alzira és una ciutat del País Valencià, capital de la comarca de la Ribera Alta. Té 47.366 habitants (INE 2024). La conurbació que forma en l'actualitat amb Algemesí i Carcaixent constitueix, amb 95.000 habitants, el segon nucli de població de la província de València, després de la capital i la seua àrea metropolitana.

## Toponímia
El nom d'Alzira deriva de l'àrab الجزيرة (al-ǧazīra), transcrit comunament com Al-Yazirat o Al-Yazira, que significa «L'Illa». Fins mitjans del segle xii, el seu nom complet era جزيرة شقر (ǧazīrat šuqar), Ŷazīra Šuqar, «L'Illa del Xúquer», sense l'article ال (al-), ja que l'àrab l'omet en expressions de possessió. A mitjans del segle xii, es va introduir aquest article, convertint-se el nom en Al-yâzīra Šuqar o, simplement Al-yâzīra. Amb la cristianització el seu nom passa a ser Algezira i, al segle xviii el seu nom passà a ser Alzira, tot i que posteriorment el topònim es va castellanitzar a Alcira fins a l'any 1980, quan es va recuperar el topònim en valencià com a denominació oficial.
A més, en la documentació de l'Arxiu Municipal també s'han trobat les denominacions Aliasire, Algezire, Aliazire, Algesira i Aliazira.

## Geografia

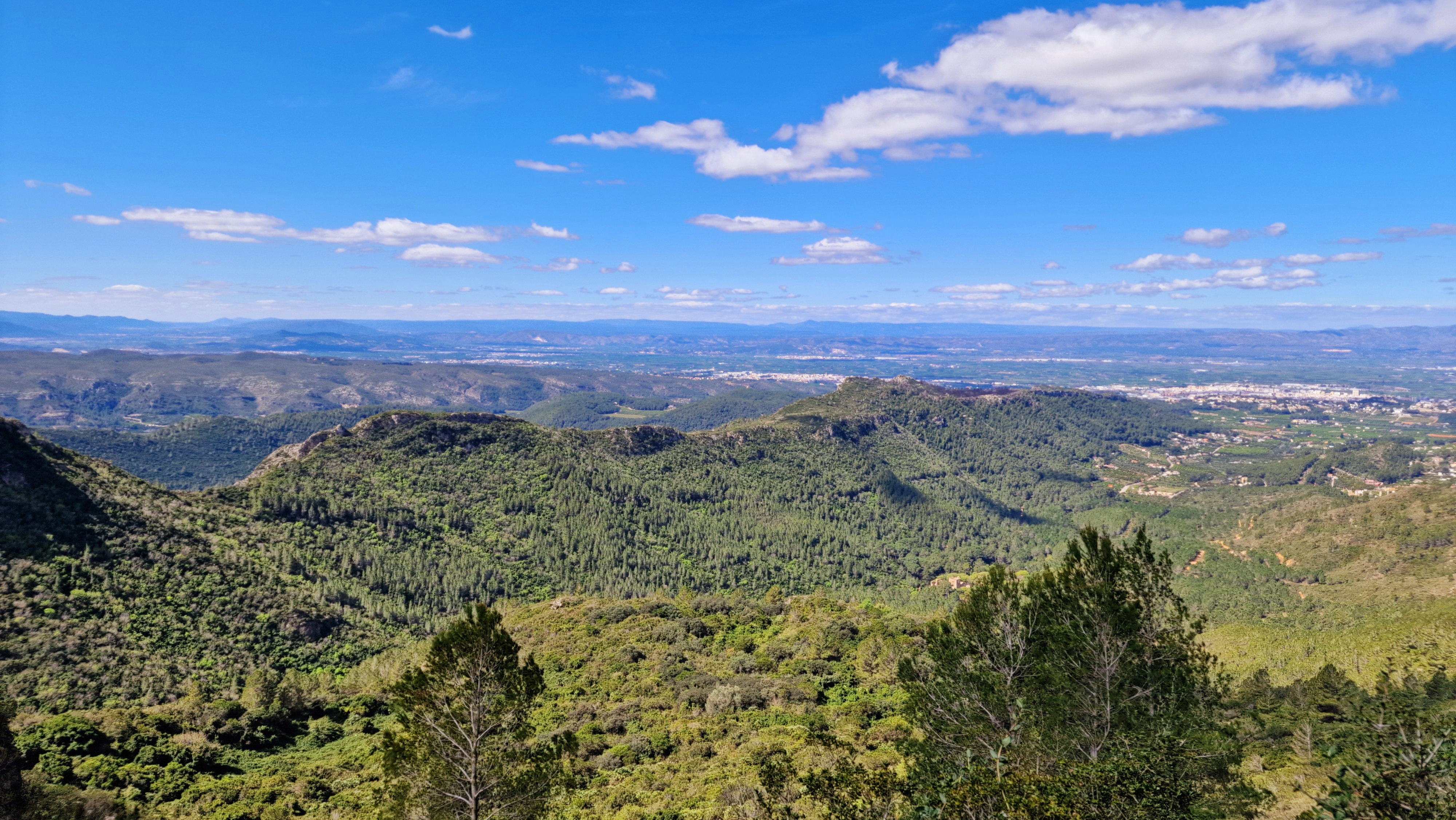
Vall de la Murta

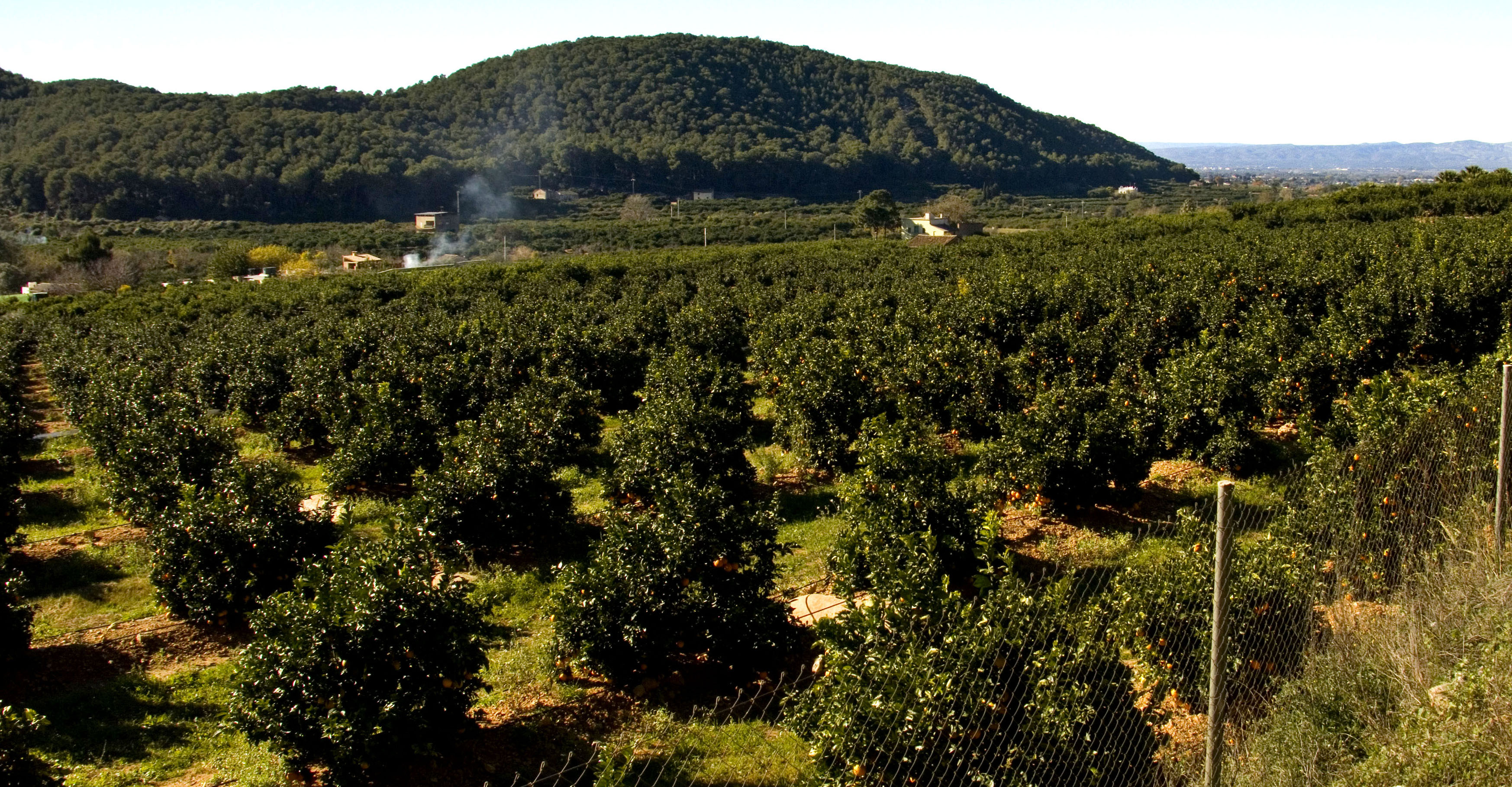
Vall de la Casella

Situat en la seva major part en el marge dret del riu Xúquer. El terme està dividit en dos sectors, un de 83,24 km² i altre de 28,22 km², anomenat La Garrofera, el qual es troba separat pels termes municipals de Massalavés, Benimuslem, Alberic i Benimodo, formant un enclavament.
La superfície del terme és molt irregular, sent completament plana en els marges del riu Xúquer; cap al sud-est s'estenen, paral·lelament entre si, les serres de Corbera, la Murta i les Agulles, entre les quals es desenvolupen, les valls de la Murta, la Casella i Aigües Vives, mentre que el sector de La Garrofera està accidentat pels vessants orientals de la serra de Tous.
El terme d'Alzira està travessat pel riu Xúquer, al que afluïxen el riu Riu Verd o dels ullets pel seu marge esquerre i el barranc de Barxeta per la dreta. El Xúquer va ser navegable fins a Alzira per vaixells de petit tonatge, navegació que es va mantenir fins al segle xvi.

### Clima
El clima és de tipus mediterrani, amb una brusca transició de l'estiatge estival a les abundants pluges tardorenques, de tipus torrencial, que produïxen freqüents inundacions.

### Municipis limítrofs
Limita amb Alberic, Algemesí, Antella, Benimodo, Benimuslem, Carcaixent, Guadassuar, Massalavés, Sumacàrcer i Tous (a la mateixa comarca); amb Corbera, Favara i Polinyà de Xúquer (a la Ribera Baixa); i Simat de la Valldigna i Tavernes de la Valldigna i Benifairó de la Valldigna (a la comarca de la Safor).

### Nuclis

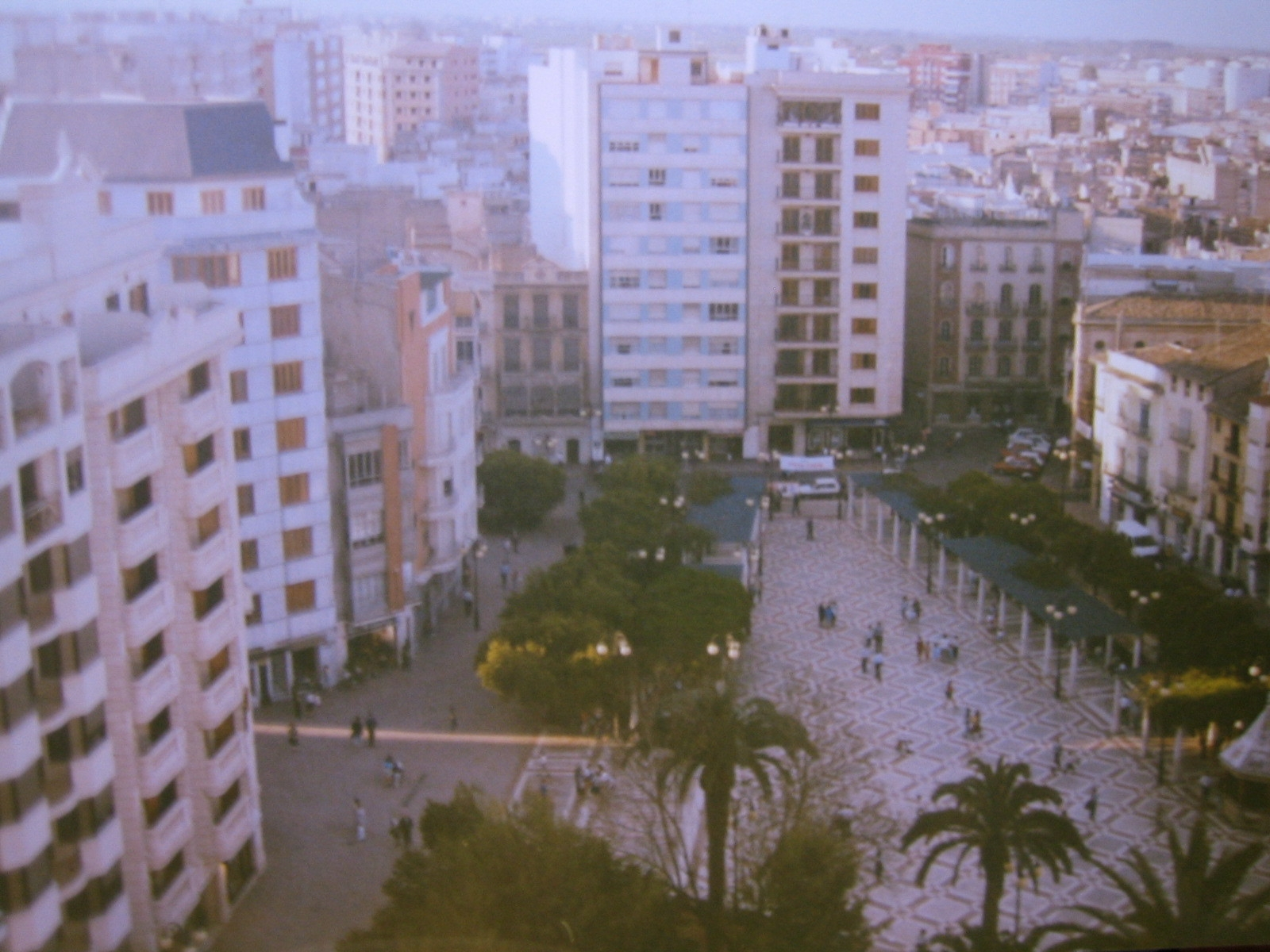
Plaça Major, al centre urbà.

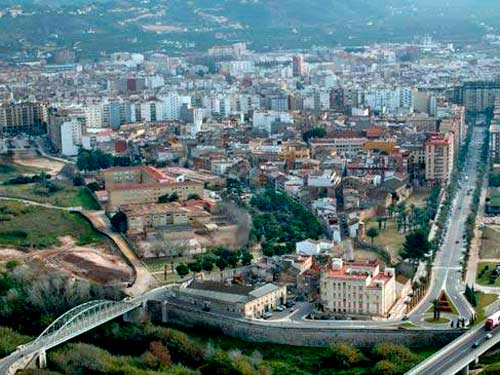
Vista aèria d'Alzira

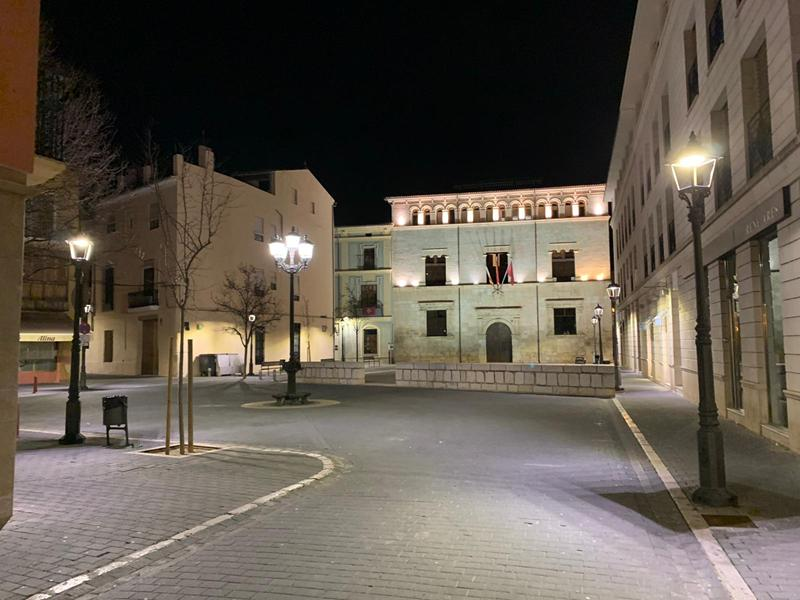
Plaça del Carbó i Casa Consistorial

- Alzira (barris: la Vila, Tulell, l'Alborxí, centre urbà, Sant Joan, Sants Patrons, Caputxins, les Basses, Venècia, l'Alquerieta,[5] raval de Sant Agustí,[6] Sant Francesc o raval de la Muntanyeta[7] i Santa Maria del Bonaire)[8]
- El Forn de Carrascosa[9]
- El Molí del Fus[10]
- El Pla de Corbera
- El Respirall
- El Torretxó
- La Barraca d'Aigües Vives[11]
- La Garrofera[12]
- Montcada[13]
- Sant Bernat
- Vilella
- Xixarà o Xixerà[14]

D'altres nuclis trobats en el cercador electrònic del Cadastre:
- Casa Negra
- Casa Piula
- Casa del Mulero
- Les Meravelles
- Tolls

### Partides rurals del terme d'Alzira
En aquesta taula hi ha el nom de 58 partides trobades en el mapa cadastral (ordre alfabètic).
| Alfarella               | Cantal Gros            | Ombria de la Barraca  | Solana de la Murta    |
| Almúnia, l'             | Convent d'Aigües Vives | Pla, el               | Terrer, el            |
| Atzagador de la Barraca | Creu de la Barraca     | Pla d'Aigües Vives    | Terrers de la Barraca |
| Barraca, la             | Estret d'Aigües Vives  | Pla de Corbera        | Tisneres              |
| Barralbet               | Fons de la Barraca     | Pla de la Murta       | Tora                  |
| Bercó                   | Fons de Cabanyes       | Pla del Xorro         | Tossalet              |
| Benibarres              | Fons de Maranyent      | Prada                 | Vall Verda            |
| Bou                     | Garrofer Negre         | Ràfol                 | Valletes del Gall     |
| Cabanyes                | Fracà                  | Rec Nou               | Velasco               |
| Carrascal               | Guixara                | Rumbau                | Vilella               |
| Cano                    | Massasseli             | Sant Bernabé          | Vilella Alta          |
| Coma, la                | Mas Roig               | Sant Bernat           | Vistabella            |
| Canyada, la             | Matema                 | Serradal              | Xavegó                |
| Casella, la             | Mulata                 | Solana d'Aigües Vives |                       |
| Creu, la                | Murta, la              | Solana de la Casella  |                       |

### Accessos
Per carretera, des de València, s'arriba a Alzira a través de l'A-7 i l'AP-7. També compta amb estació de ferrocarril de la línia València-Almansa, i de la línia C-2 de Rodalia de València (RENFE). A més, s'hi pot accedir amb autobús des de Carcaixent, Algemesí, Cullera i Sueca.

## Història

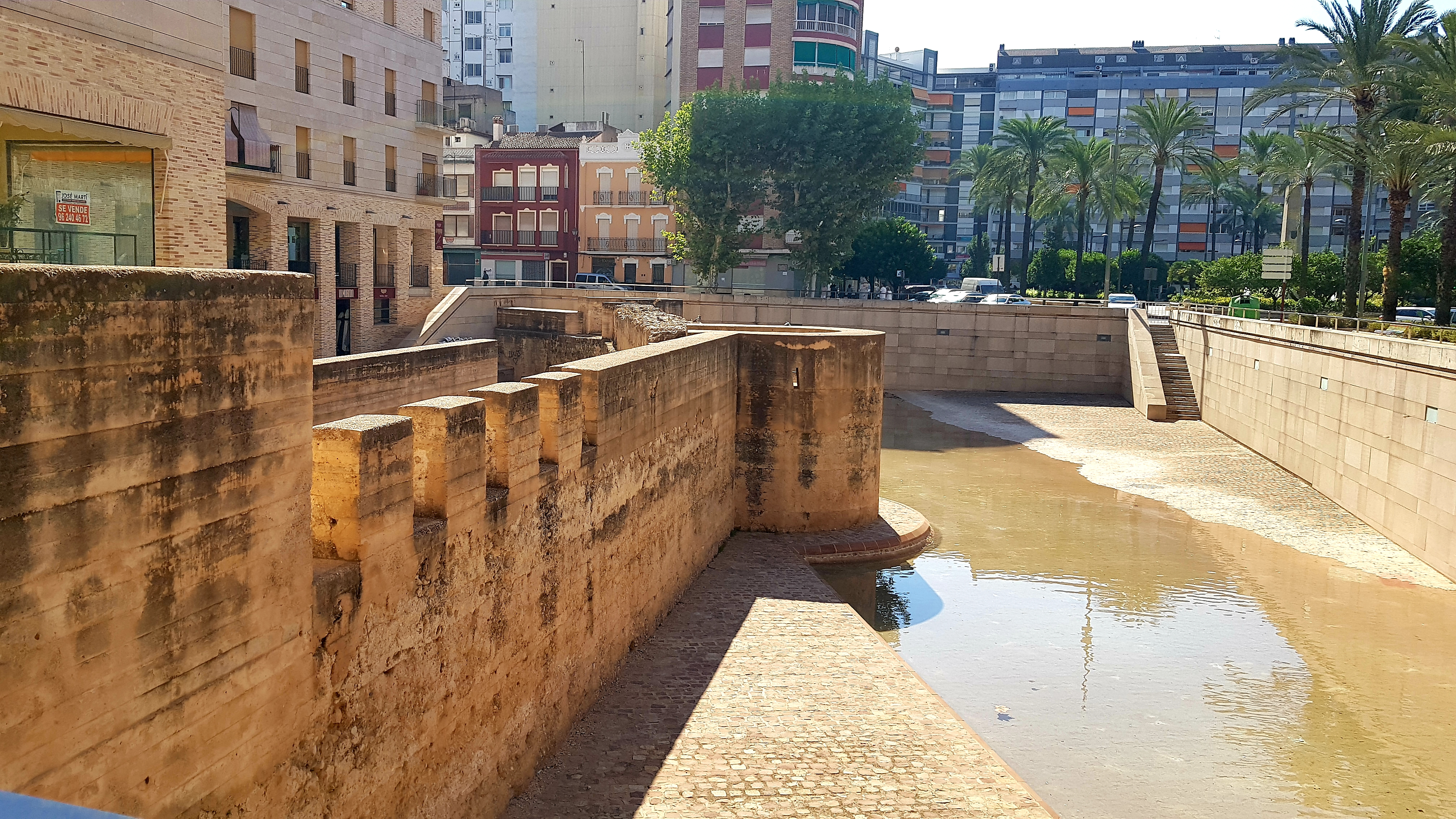
Muralla d'Alzira

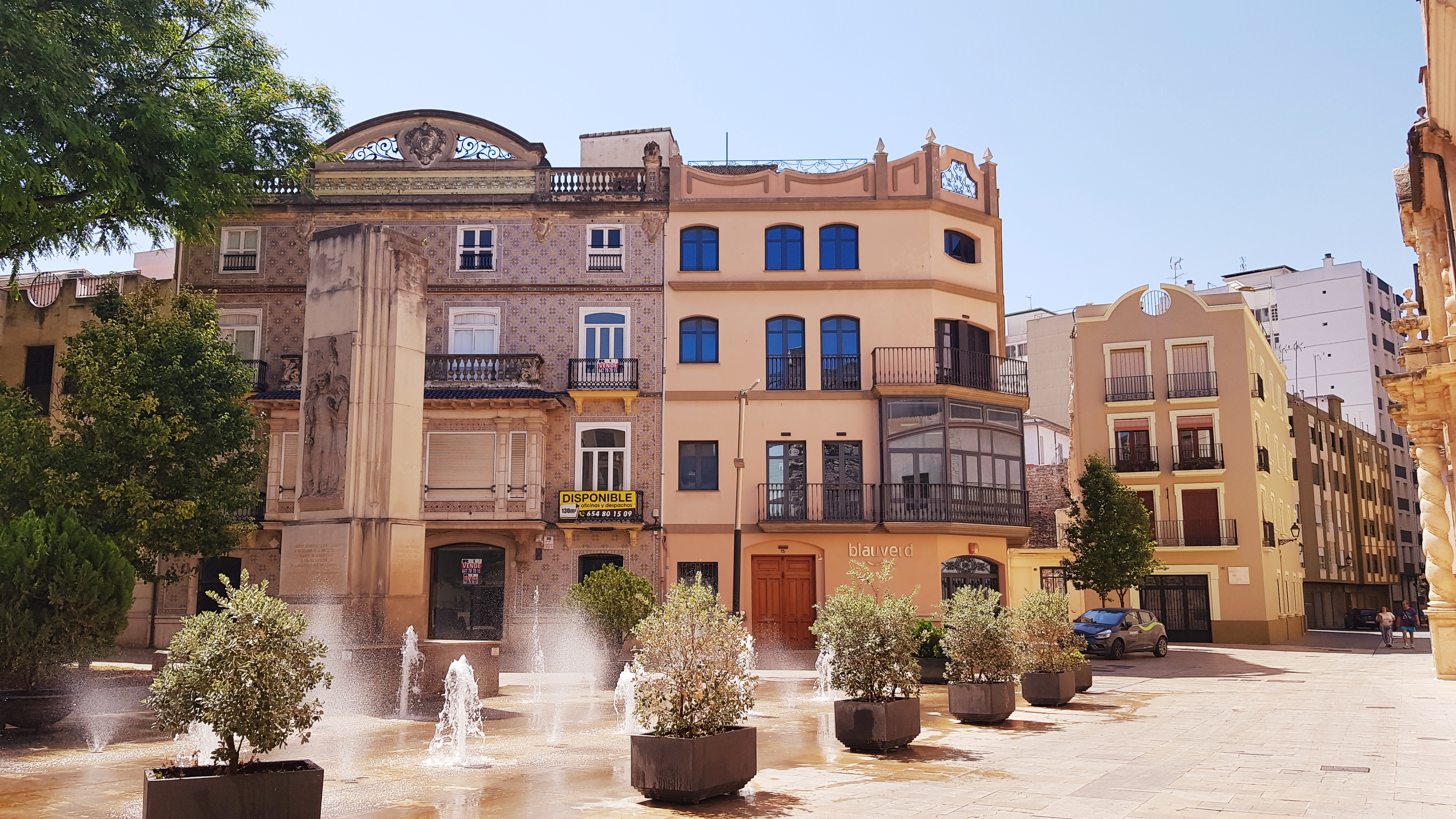
Plaça de La Constitució

Malgrat la quantitat de jaciments prehistòrics que hi ha (del Paleolític les cases de Xixerà i la cova d'Alfons; del Neolític la cova de les Aranyes i la cova dels Gats; de l'edat del bronze la muntanya Assolada i les cases de Montcada; de l'època romana el sequer de Sant Bernat i la necròpoli del camí d'Albalat) els orígens no estan clars. Hi ha la possibilitat que es correspongui amb la població romana de Saetabicula. Els historiadors i els estudiosos han manifestat llurs opinions de manera dispar.
Tradicionalment la ciutat s'havia considerat la successora de la Sucro iberoromana, altres cercaren els precedents en les vil·les romanes (Materna, Vilella, Casella, etc.) i assenyalaren una concentració de la població en el nucli de la vila; en darrer lloc hi ha els que, de la mateixa manera, assenyalen aqueixa concentració però a partir de les alqueries musulmanes escampades pel terme. El nom àrab de la ciutat, Al-Yazirat Suquar, assenyala la característica geogràfica de la població, una illa vorejada per les aigües dels rius Xúquer i riu Barxeta.

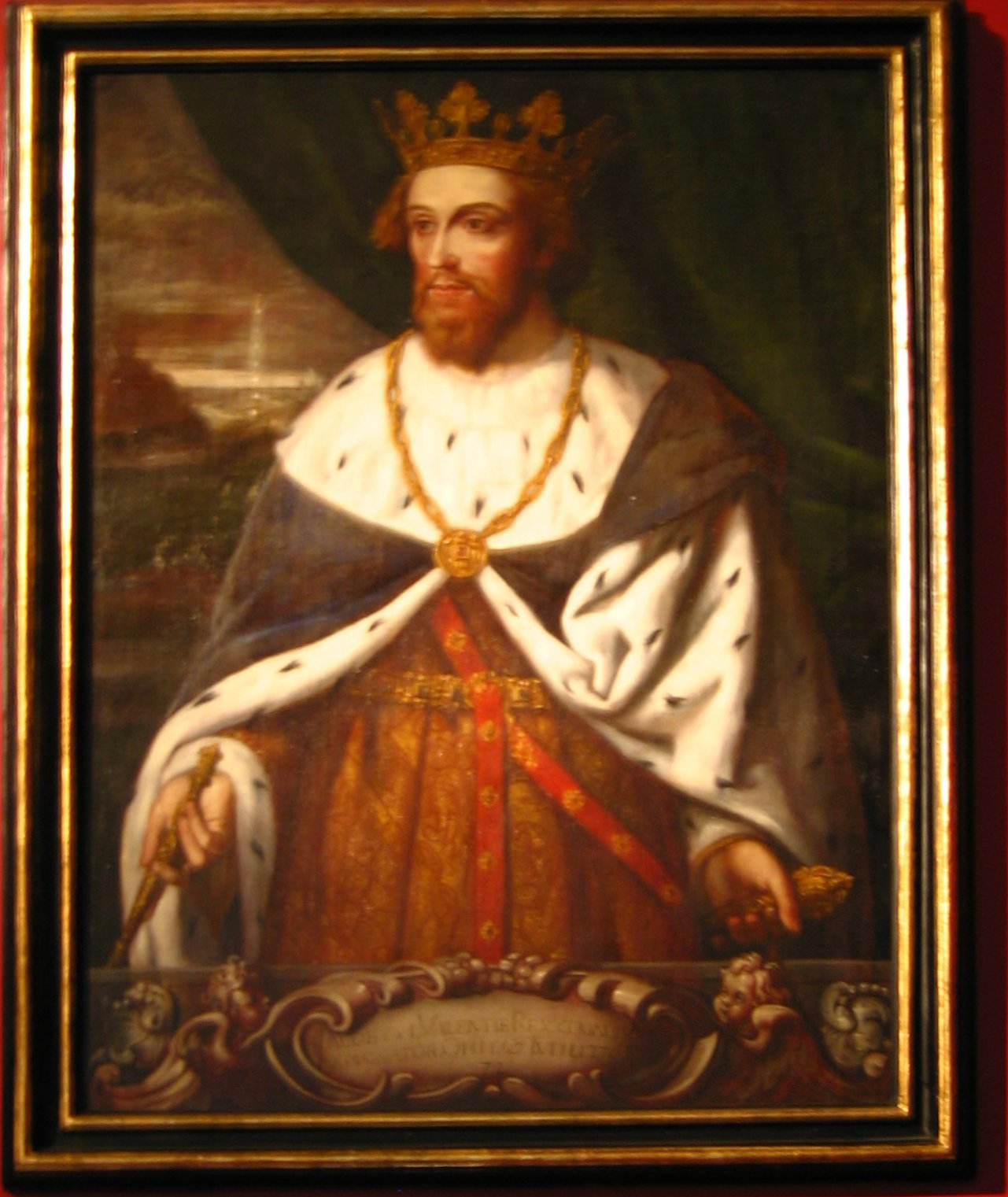
Jaume I d'Aragó el Conqueridor

Durant el domini musulmà, Al-Yazirat Suquar fou població molt important que arribà a tenir governació pròpia. Amb els almoràvits fou focus destacat de diverses rebel·lions contra els cristians i amb l'intent d'unificació almohade passà a declarar-se partidària d'aquests. La vila, baluard completament emmurallat, comptava amb unes quantes mesquites, cases de bany, molins, etc. El 1125 Alfons I el Bataller la va atacar però no la va poder conquerir; hi va tornar el 1129 i va derrotar un exèrcit almoràvit entre Alzira i Cullera. El tractat geogràfic d'Al-Zuhví, escrit cap al 1147, assenyala l'existència a Alzira d'un gran pont de tres arcs, obra antiga i d'excel·lent factura, així com que els seus habitants eren gent benestant. D'entre els alzirencs de l'època hi destaquen els escriptors: Ben Jafacha, Al-Zaqaq, Ben Amira i Ibn Tomlus, els jurisconsults: Ben Abil Kasal i Abu Baker, l'historiador Algapheker abu Abdalla i el matemàtic Ben Rian entre d'altres. Durant el segon període de les taifes, Al-Jazirat fou posseïda per Sad ibn Mardanix que hi va nomenar governador al noble local Ahmad ibn Muhammad ibn Djafar ibn Sufyan, el qual es va revoltar i es va passar als almohades seguint a Ibn Hamuskh de Jaén i a Abd Allah ibn Sad d'Almeria. Ibn Mardanix la va assetjar el juny de 1171 amb el suport del seu germà l'emir de València Abu l-Hadjdj Yusuf; el setge va durar dos mesos (fins a l'agost) quan va rebre l'ajut dels almohades i els assetjants es van haver de retirar.
El 30 de desembre del 1242 conquista la vila Jaume I, qui va concedir-li infinitat de privilegis, entre els quals destaca el de mer i mixt imperi amb jurisdicció en causes civils i criminals, sobre 42 pobles i amb el rang de vila real. La reina Violant d'Hongria va fundar a la ciutat el convent de Santa Maria de Montpeller per commemorar la mare del rei. El monarca aragonès renunciarà a la corona en favor dels seus fills a Alzira on, segons la tradició, morirà el 1276 amortallat amb l'hàbit del Cister.

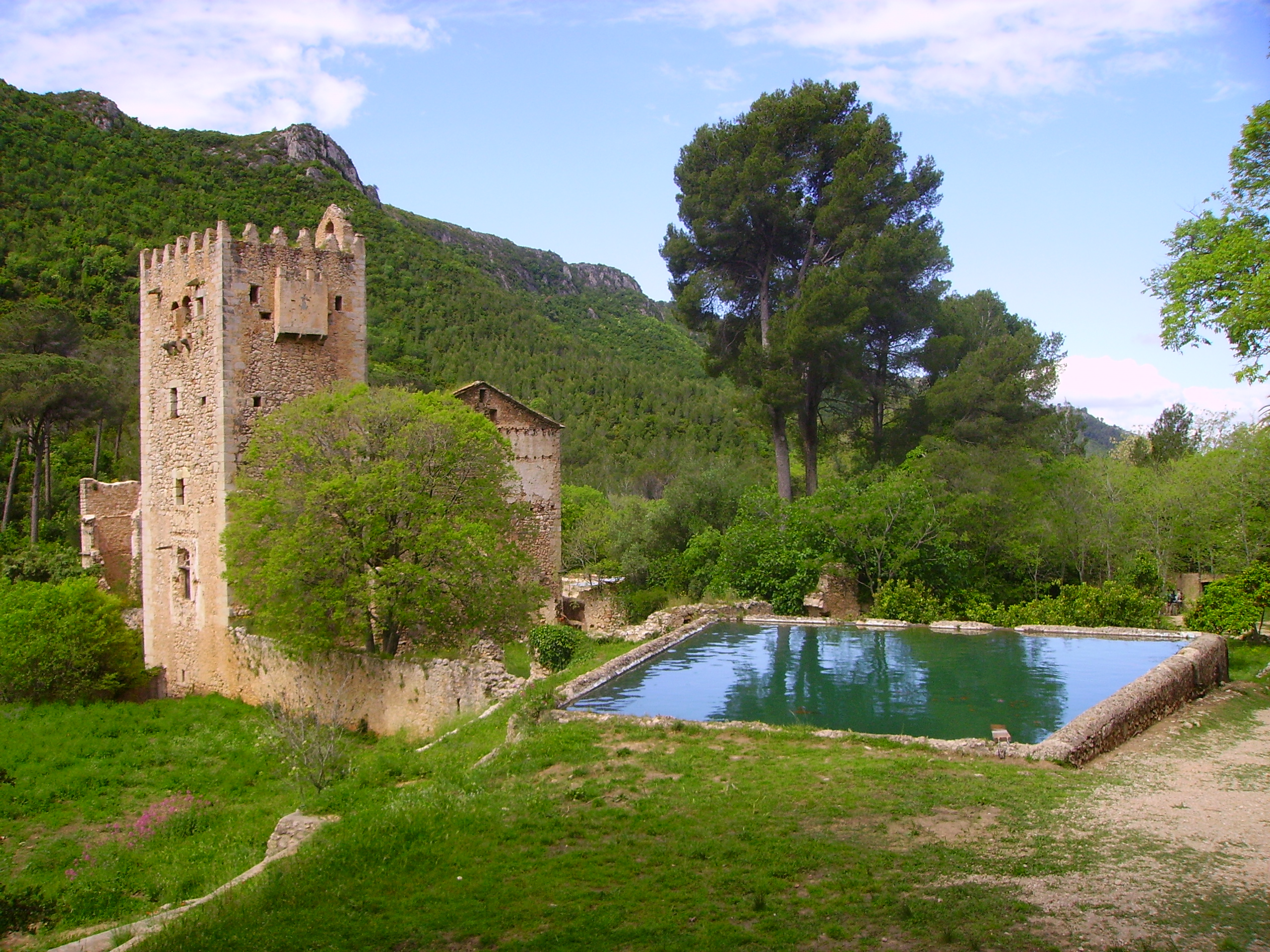
Monestir de La Murta. Lloc de peregrinació de personatges històrics

A la ciutat s'establiren els jerònims (Monestir de la Murta, 1401), les agustines (Santa Llúcia, 1536), gaudint de la protecció de la reina Margarida d'Àustria, les franciscanes (Santa Bárbara, 1539), els trinitaris (Sant Bernat, 1558) i els caputxins (L'Encarnació, 1614). La Murta fou el cenobi més destacat, protegit per importants famílies aristocràtiques com els Serra, els Vic o els Vilaragut, així com importants personatges de la clerecia como el cardenal Cisneros o el patriarca Sant Joan de Ribera i de la reialesa, després de la visita i estada al monestir del rei Felip II, el príncep Felip i la infanta Isabel Clara Eugènia d'Habsburg el 1586.
Alfons I, en 1286, li concedí la facultat de celebrar fires.
La vila prengué part activa en la guerra de la Unió, participà en les Corts del Regne i va exercitar un paper destacat en el compromís de Casp. Els segles xvi i xvii suposaren una recessió en l'ordre polític i econòmic. Se segregaren de la vila Carcaixent, Guadassuar i Algemesí i s'hi van deixar sentir els efectes de l'expulsió dels moriscs.
En la guerra de Successió es va declarar partidària de l'arxiduc Carles i en la guerra contra els francesos el 1811 es traslladà a Alzira la Junta de Defensa de la província. En 1820 es crea el partit judicial d'Alzira. En 1853 el ferrocarril arriba a la vila. El 8 d'agost del 1876, Alfons XII, en consideració a la importància, que per l'augment de la població i desenvolupament de la seua indústria i el seu comerç havia assolit la vila, li concedí el títol de ciutat. El 1885, Alzira es prestà a l'insigne doctor Jaume Ferran Clua perquè experimentara la vacuna contra el còlera.

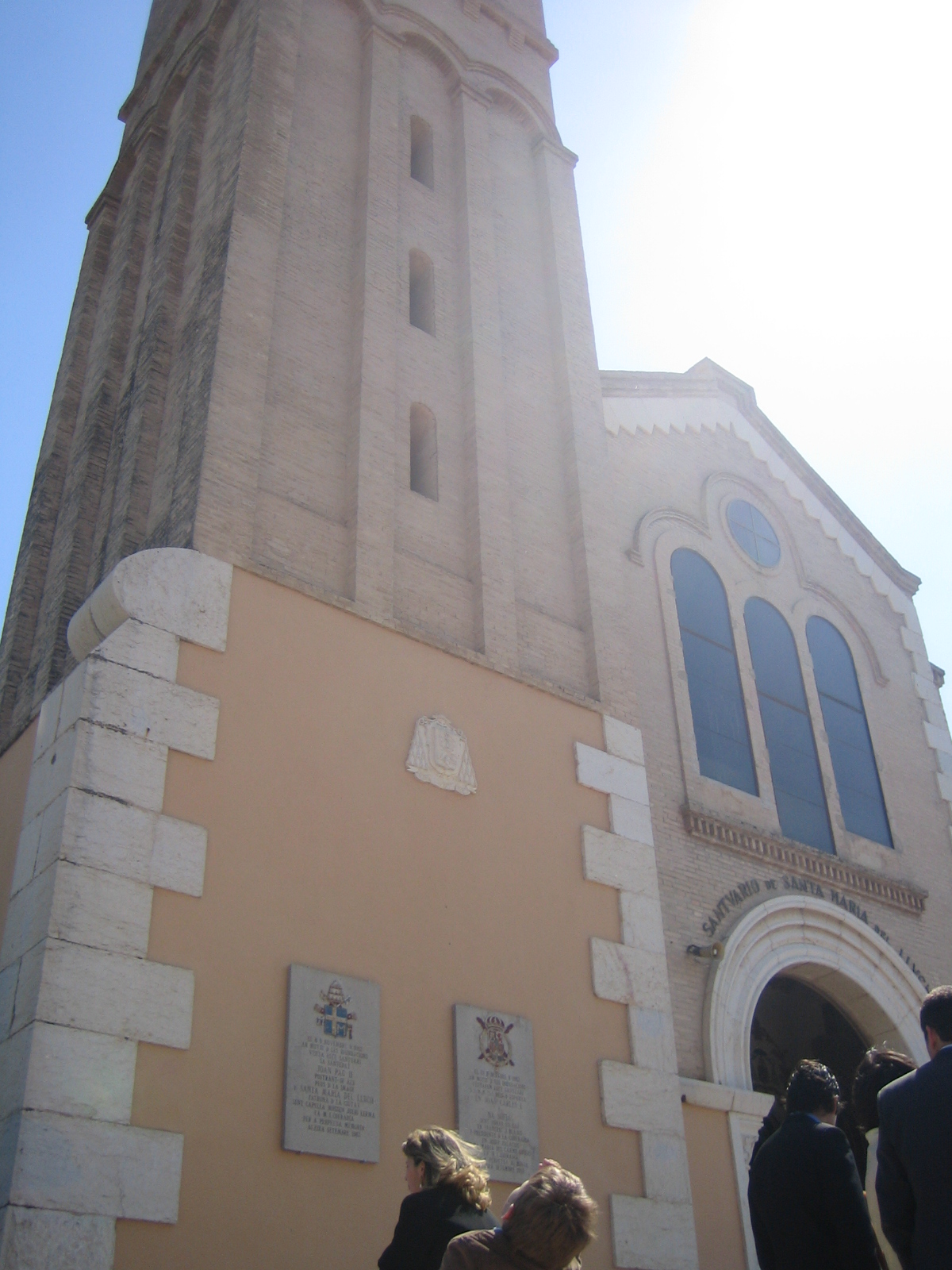
Plaques commemoratives de les visites del papa Joan Pau II i dels reis d'Espanya Joan Carles i Sofia al Santuari de Santa Maria del Lluch, Alzira

Al segle xx, finalitzada la guerra civil, el dictador Francisco Franco va visitar la ciutat el 1939 i el 1947. El desenvolupament industrial i la font de divises en què s'havia convertit l'exportació de taronges, motivà també la visita del príncep Joan Carles de Borbó a Alzira el 1961. El 1964 es va celebrar a la ciutat el VII centenari de la Séquia reial del Xúquer (d'Alzira en temps de Jaume I). Els actes van estar presidits per Cayetana Fitz-James Stuart, duquessa d'Alba. El príncep Joan Carles de Borbó, acompanyat per la princesa Sofia, feu una segona estada a Alzira el 1970.
El Xúquer, assot de la població, ha provocat danys a la ciutat al llarg de la seua història. Les riuades de 1320, 1473, 1779, 1864 i 1987, entre d'altres, en són bon exemple, però és el 20 d'octubre de 1982 quan es va produir una de les més tràgiques pàgines de la història d'Alzira: la presa de Tous va rebentar i tota la comarca romangué inundada sota les aigües del Xúquer, en un episodi que a hores d'ara no està encara suficientment aclarit. Per aquest motiu, els reis d'Espanya, Joan Carles i Sofia i el papa Joan Pau II visitaren el Santuari de Santa Maria del Lluch per consolar els afectats.

## Demografia
Segons dades de l'INE, Alzira tenia 45.451 habitants l'any 2022. Segons dades de l'ajuntament de 2008, hi ha 4.633 immigrants censats (1.400 romanesos; 526 marroquins; 278 búlgars; 266 equatorians; 250 algerians).
| 1900   | 1910   | 1920   | 1930   | 1940   | 1950   | 1960   | 1970   | 1981   | 1991   | 2000   | 2005   | 2007   | 2008   | 2014   |
| ------ | ------ | ------ | ------ | ------ | ------ | ------ | ------ | ------ | ------ | ------ | ------ | ------ | ------ | ------ |
| 20.572 | 22.657 | 20.839 | 21.232 | 24.518 | 24.935 | 26.669 | 32.876 | 37.446 | 40.055 | 41.264 | 42.543 | 43.038 | 44.440 | 44.518 |

Al 2024, la població d'Alzira és de 47.366 habitants segons l'INE.

## Economia

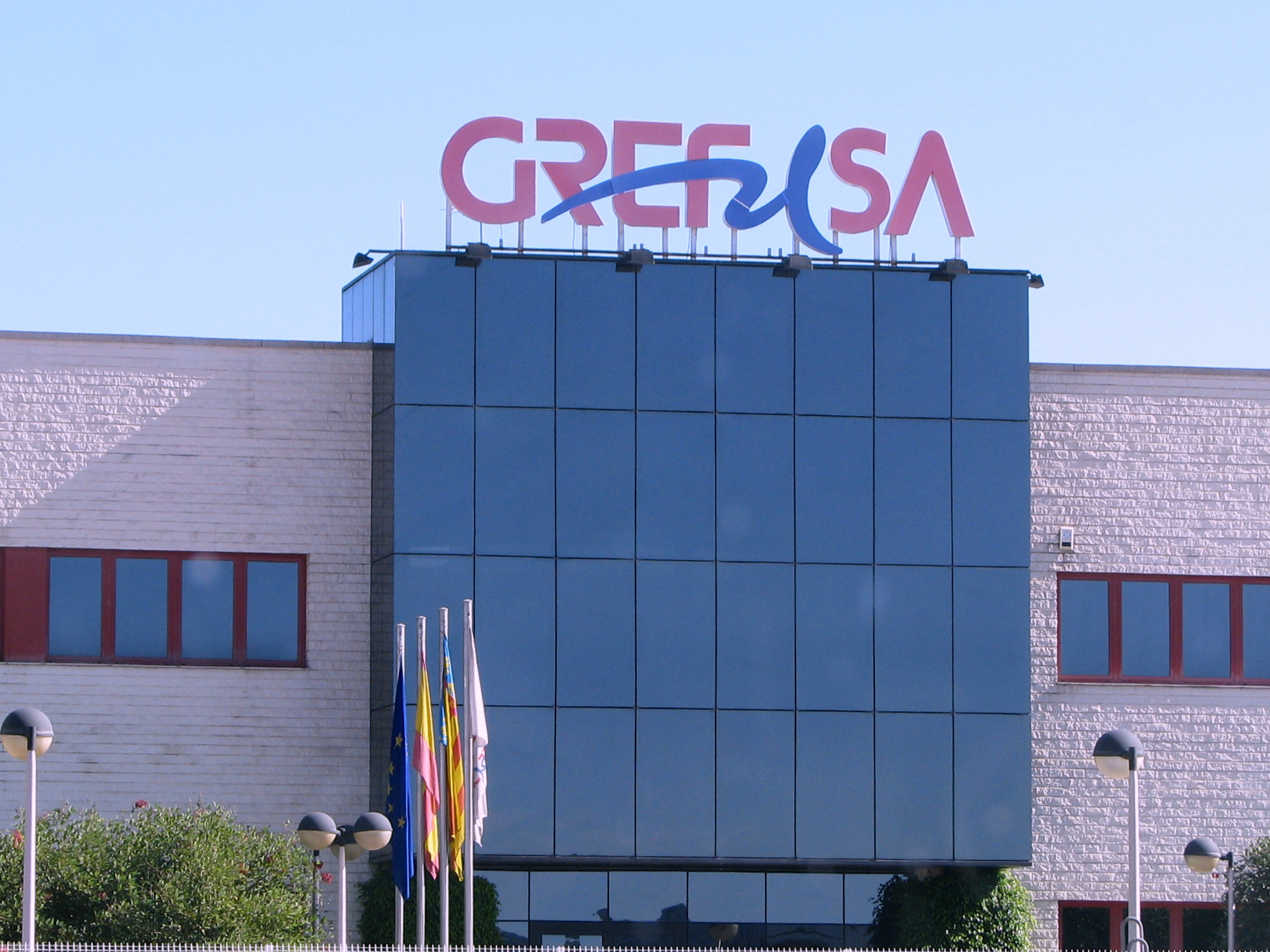
Seu central de Grefusa, a Alzira

L'economia s'ha sustentat tradicionalment en l'agricultura i especialment en la taronja, que s'ha vingut conreant des del segle xvi. Durant el segle passat l'Alzira agrícola ha donat pas a una ciutat eminentment comercial, industrial i de serveis.
Algunes de les empreses industrials més famoses que hi ha hagut a Alzira són Avidesa o Grefusa. En el sector cultural, destaquen Ribera TV i l'editorial Bromera.
Un dels motors econòmics més importants de la ciutat està constituït pel Servei de Desenvolupament Econòmic IDEA Alzira, que compta, a més, amb l'Oficina de Projectes Europeus Alzira On Europe.

## Política i Govern

### Composició de la Corporació Municipal
El Ple de l'Ajuntament està format per 21 regidors. En les eleccions municipals de 28 de maig de 2023 foren elegits 6 regidors del Partit Popular (PP), 6 del Bloc-Compromís per Alzira (Compromís), 4 del Partit Socialista del País Valencià (PSPV-PSOE), 2 de Vox, 2 de l'Unió de Ciutadans Independents (UCIN) i 1 de Ciutadans - Partit de la Ciutadania (Cs).
| Eleccions municipals de 28 de maig de 2023 - Alzira |                                          |                                     |                                     |         |          |          |
| Candidatura | Candidatura                              | Candidatura                         | Cap de llista                       | Vots    | Vots     | Regidors |
| | Partit Popular                           |                                     | José Luis Palacios Tórtola          | 5.817   | 26,64%   | 6 ()     |
| | Bloc-Compromís per Alzira                |                                     | Alfons Domínguez Gento              | 5.656   | 25,90%   | 6 (-3)   |
| | Partit Socialista del País Valencià-PSOE |                                     | Gemma Alós Sospedra                 | 3.553   | 16,27%   | 4 (+1)   |
| | Vox                                      |                                     | Ricardo Belda Valiente              | 2.516   | 11,52%   | 2 (+1)   |
| | Unió de Ciutadans Independents           |                                     | Enrique Montalvà España             | 2.051   | 9,39%    | 2 (+2)   |
| | Ciutadans - Partit de la Ciutadania      |                                     | Miguel Vidal Llopis                 | 1.362   | 6,23%    | 1 (-1)   |
| | Altres candidatures                      |                                     |                                     | 606     | 2,77%    | 0 ()     |
| | Vots en blanc                            |                                     |                                     | 272     | 1,24%    |          |
| Total vots vàlids i regidors | Total vots vàlids i regidors             | Total vots vàlids i regidors        | Total vots vàlids i regidors        | 21.833  | 100 %    | 21       |
| | Vots nuls                                | Vots nuls                           | Vots nuls                           | 258     | 1,16%    |          |
| Participació (vots vàlids més nuls) | Participació (vots vàlids més nuls)      | Participació (vots vàlids més nuls) | Participació (vots vàlids més nuls) | 22.091  | 65,71%** |          |
| Abstenció | Abstenció                                | Abstenció                           | Abstenció                           | 11.526* | 34,28%** |          |
| Total cens electoral | Total cens electoral                     | Total cens electoral                | Total cens electoral                | 33.617* | 100 %**  |          |
| Alcalde: Alfons Domínguez Gento (Compromís) (17/06/2023) Per majoria absoluta dels vots dels regidors (12 vots: 6 de Compromís, 4 de PSPV i 2 d'UCIN.) |                                          |                                     |                                     |         |          |          |
| Fonts: JEC, JEZ Alzira, M. Interior, Periòdic Ara. (* No són vots sinó electors. ** Percentatge respecte del cens electoral.)                          |                                          |                                     |                                     |         |          |          |

Per a la composició de l'ajuntament en altres legislatures veure: Eleccions municipals d'Alzira

### Alcaldes durant la II República Espanyola
| Període               | Nom de l'alcalde         | Partit polític | Partit polític |
| --------------------- | ------------------------ | -------------- | -------------- |
| 14/04/1931-30/06/1933 | Francesc Oliver González |                | FSV            |
| 30/06/1933-07/10/1934 | Antonio Motilla          |                | FSV            |
| 07/10/1934-10/10/1934 | Vicent Pellicer Giménez  |                | FSV            |
| 10/10/1934-11/10/1935 | Enric Oria Pelayo        |                | PURA - PRR     |
| 11/10/1934-10/03/1936 | Enrique Bellver Andrés   |                | PURA - PRR     |
| 16/03/1936-01/04/1939 | Francesc Oliver González |                | FSV            |

### Alcaldes durant el Franquisme
| Període   | Nom de l'alcalde       |
| --------- | ---------------------- |
| 1939      | Bernardo Andrés Bono   |
| 1939-1943 | Julio Tena Just        |
| 1943-1945 | Lisardo Piera Rosario  |
| 1945-1946 | Julio Tena Just        |
| 1946-1952 | Carlos Llinares Ariño  |
| 1952-1965 | Bernardo Andrés Bono   |
| 1965-1974 | José Pellicer Magraner |
| 1974-1979 | Camil Dolz             |

### Alcaldes democràtics des de 1979
Des de 2023 l'alcalde d'Alzira és Alfons Domínguez Gento (Compromís).
| Període                       | Alcalde o alcaldessa                                       | Partit polític | Data de possessió     | Observacions         |
| ----------------------------- | ---------------------------------------------------------- | -------------- | --------------------- | -------------------- |
| 1979–1983                     | Francesc Josep Blasco i Castany                            | PSPV-PSOE      | 19/04/1979            | --                   |
| 1983–1987                     | Francesc Josep Blasco i Castany                            | PSPV-PSOE      | 28/05/1983            | --                   |
| 1987–1991                     | Francesc Josep Blasco i Castany                            | PSPV-PSOE      | 30/06/1987            | --                   |
| 1991–1995                     | Francesc Josep Blasco i Castany Pedro Claudio Grande Diago | PSPV-PSOE      | 15/06/1991 20/12/1992 | -- Moció de censura. |
| 1995–1999                     | Alfredo Javier Garés i Núñez                               | PP UV          | 17/06/1995            | --                   |
| 1999–2003                     | Pedro Claudio Grande Diago                                 | PSPV-PSOE      | 03/07/1999            | --                   |
| 2003–2007                     | Elena María Bastidas Bono                                  | PP             | 14/06/2003            | --                   |
| 2007–2011                     | Elena María Bastidas Bono                                  | PP             | 16/06/2007            | --                   |
| 2011–2015                     | Elena María Bastidas Bono                                  | PP             | 11/06/2011            | --                   |
| 2015–2019                     | Diego Ernesto Gómez i Garcia                               | Compromís      | 13/06/2015            | --                   |
| 2019-2023                     | Diego Ernesto Gómez i Garcia                               | Compromís      | 15/06/2019            | --                   |
| Des de 2023                   | Alfons Domínguez Gento                                     | Compromís      | 17/06/2023            | --                   |
| Fonts: Generalitat Valenciana |                                                            |                |                       |                      |

## Llocs d'interés
Alguns llocs destacables de la localitat són, per exemple, la reserva natural de la Murta i el monestir, La Casella i la seua reserva de cérvols. Tot inclòs dins del Paratge Natural Municipal de la Murta i la Casella.
- Museu Municipal d'Alzira

### Monuments religiosos

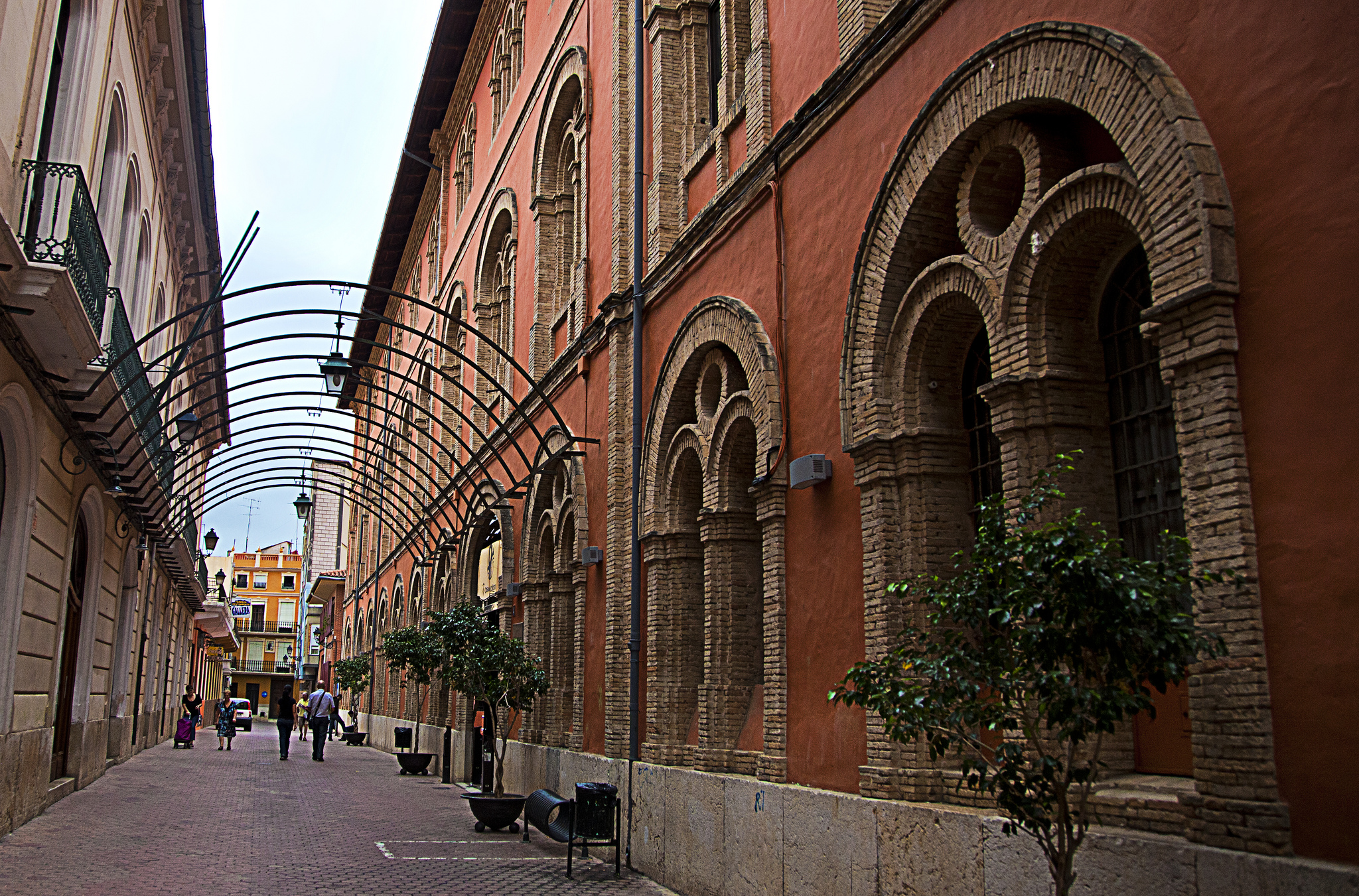
Escoles Pies

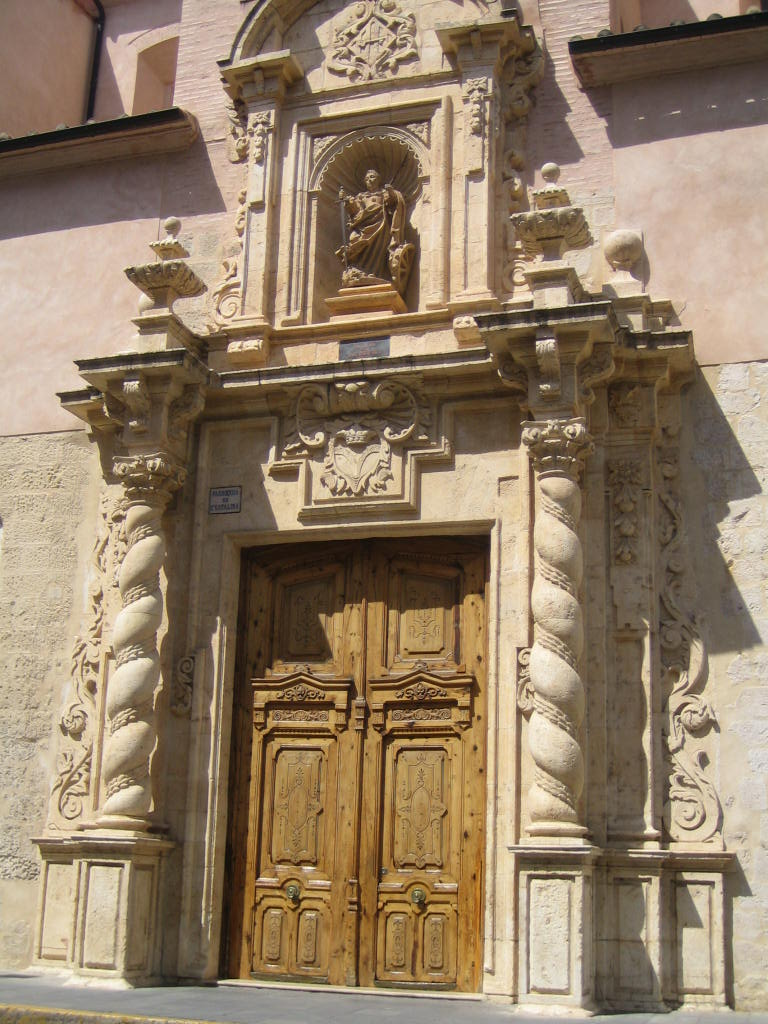
Façana barroca de l'Arxiprestal de Santa Caterina.

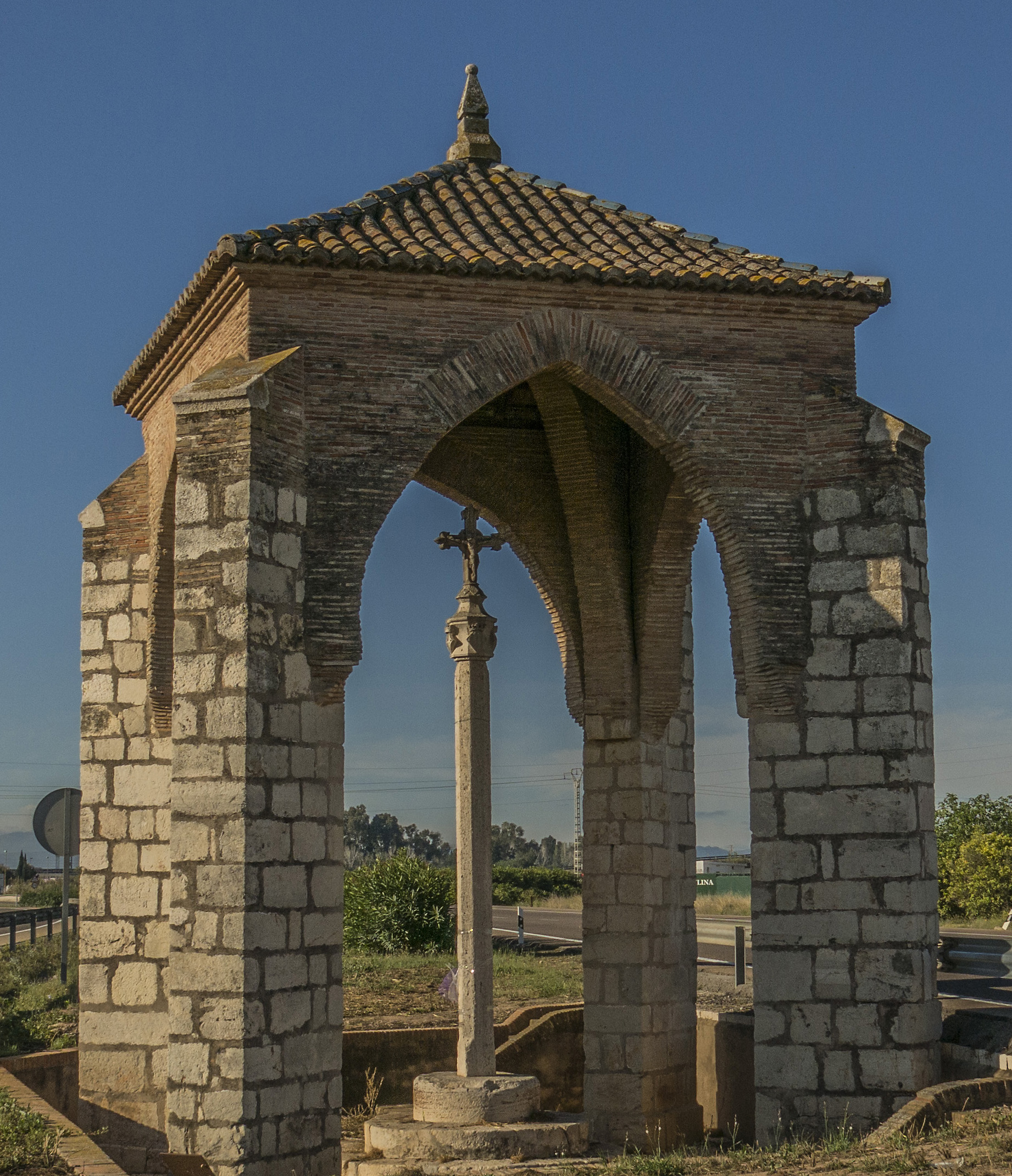
Creu Coberta

- Església de Santa Caterina. Edificada a finals del XIII sobre la mesquita. Façana barroca.
- Església de l'Encarnació. Del segle xviii. Va ser un convent de Caputxins. Conté una interessant decoració ceràmica del xviii.
- Monestir de la Murta. Des del segle vii hi hagué una colònia d'ermitans, fins i tot durant la dominació àrab. L'edifici del convent fou començat a edificar-se en 1401 amb llicència del papa Gregori XI de 1376. Fins a 1623 se li feren diverses modificacions. Amb la desamortització de Mendizàbal va quedar buit i arruïnat, només se'n conserva la torre anomenada dels Coloms. Actualment és propietat municipal.
- Creu Coberta. Medieval, d'estil goticomudèjar. Restaurada en 1962. És el lloc on tradicionalment s'ubica la mort de Jaume I.
- Casalicis del pont Sant Bernat. De 1717, restaurats el 1940. Inicialment estaven sobrel el desaparegut pont de sant Bernat (abans sant Agustí).
- Santuari del Lluch. Del primer terç del s. XX. Situat al cim de la Muntanyeta del Salvador, la seua situació privilegiada fa que siga un temple molt conegut a la Ribera.
- Escoles Pies. Finals del XIX. A hores d'ara és la Casa de la Cultura.
- Monestir de Santa Llúcia, també conegut com a Convent de les Llúcies, és un conjunt conventual renaixentista, erigit durant el segle xvi a Alzira, del qual subsistixen el claustre i la nau i la façana de l'església.

### Monuments civils

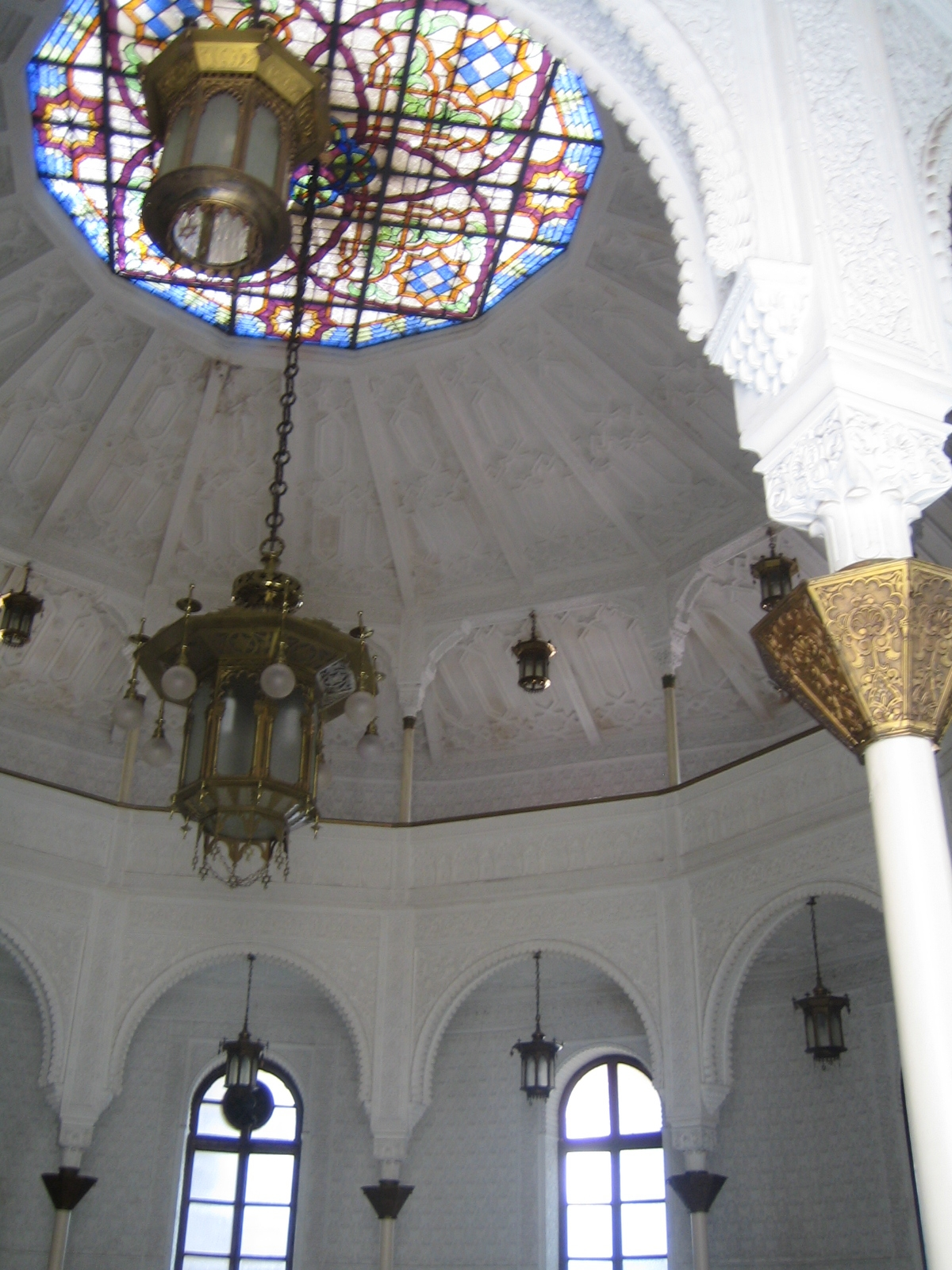
Saló àrab del Círculo Alzireño.

- Casa Consistorial. És el monument més important d'Alzira. Es va edificar entre 1547 i 1603 en estil gòticorenaixentista. Compta amb importants obres d'art i un interessant arxiu històric.
- Gran Teatre. D'estil modernista.
- La Cova o Torre de les Meravelles es troba a la partida de Vilella d'Alzira, prop del límit amb el terme municipal de Carcaixent. Té la peculiaritat de posseir una torre quadrangular, erigida el 1912, per a tancar i controlar l'accés.
- Edificis modernistes dels voltants de la plaça de la Constitució.
- Escuts del carrer Sant Roc. Són dos escuts nobiliaris situats en els edificis dels números 8 i 13 d'esta via alzirenca.
- Círculo Alzireño, edifici neoclassicista amb interessants salons valencià, daurat i àrab.
- Magatzem dels germans Peris Puig edifici industrial d'estil modernista.
- Hi ha mostres de l'arquitectura rural de la Ribera en les partides de Vilella i Materna.
- En el nucli antic de la ciutat –La Vila, declarat BIC— es troba part de l'antic circuit de la muralla d'Alzira.
- El Palau de Casassús és un palau senyorial estructurat en tres plantes. En la planta baixa destaquen els arcs gòtics i en la façana el seu escut nobiliari, que és bé d'interés cultural (número R-I-51-0011340).
- La Casa de l'Empenyorament, seu del Museu Municipal d'Alzira (MUMA).

## Cultura

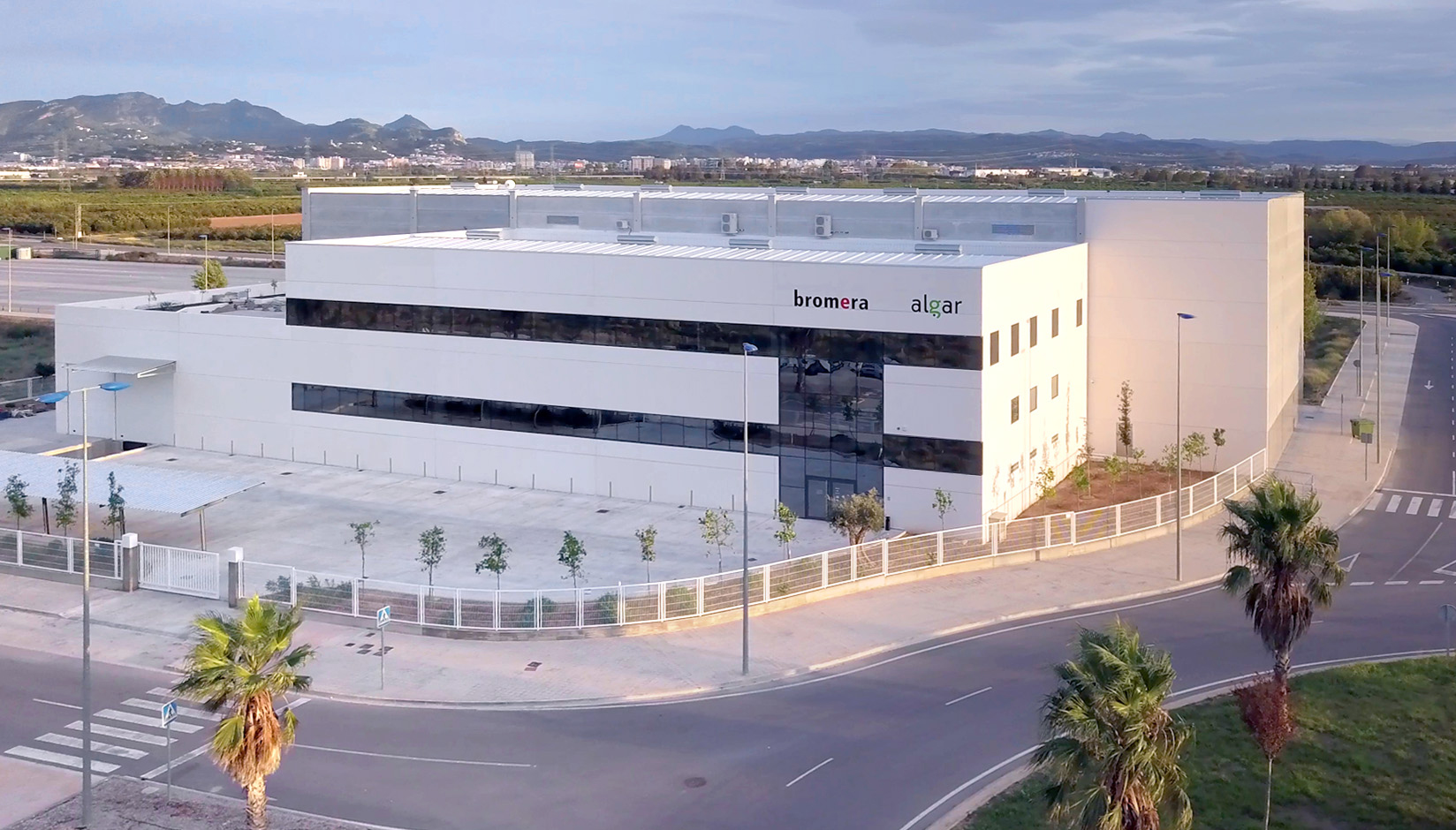
Edifici d'Edicions Bromera a Alzira

Els Premis Literaris Ciutat d'Alzira són els premis literaris més importants i complets del País Valencià, i consistix en una sèrie d'actes i jornades culturals, conferències i lectures i finalment en una gala anual amb presència del món polític, literari i cièntific. Destaquen pel suport i reconeixement de títols escrits en valencià, on té un paper important l'editorial alzirenca Edicions Bromera, conjuntament amb la Universitat de València, la Universitat Nacional d'Educació a Distància, l'Ajuntament d'Alzira i la caixa d'estalvis Bancaixa. Anualment i en la seua XVIII edició este esdeveniment concedix nombrosos premis i dotacions econòmiques a escriptors valencians i nacionals.

## Festes i gastronomia

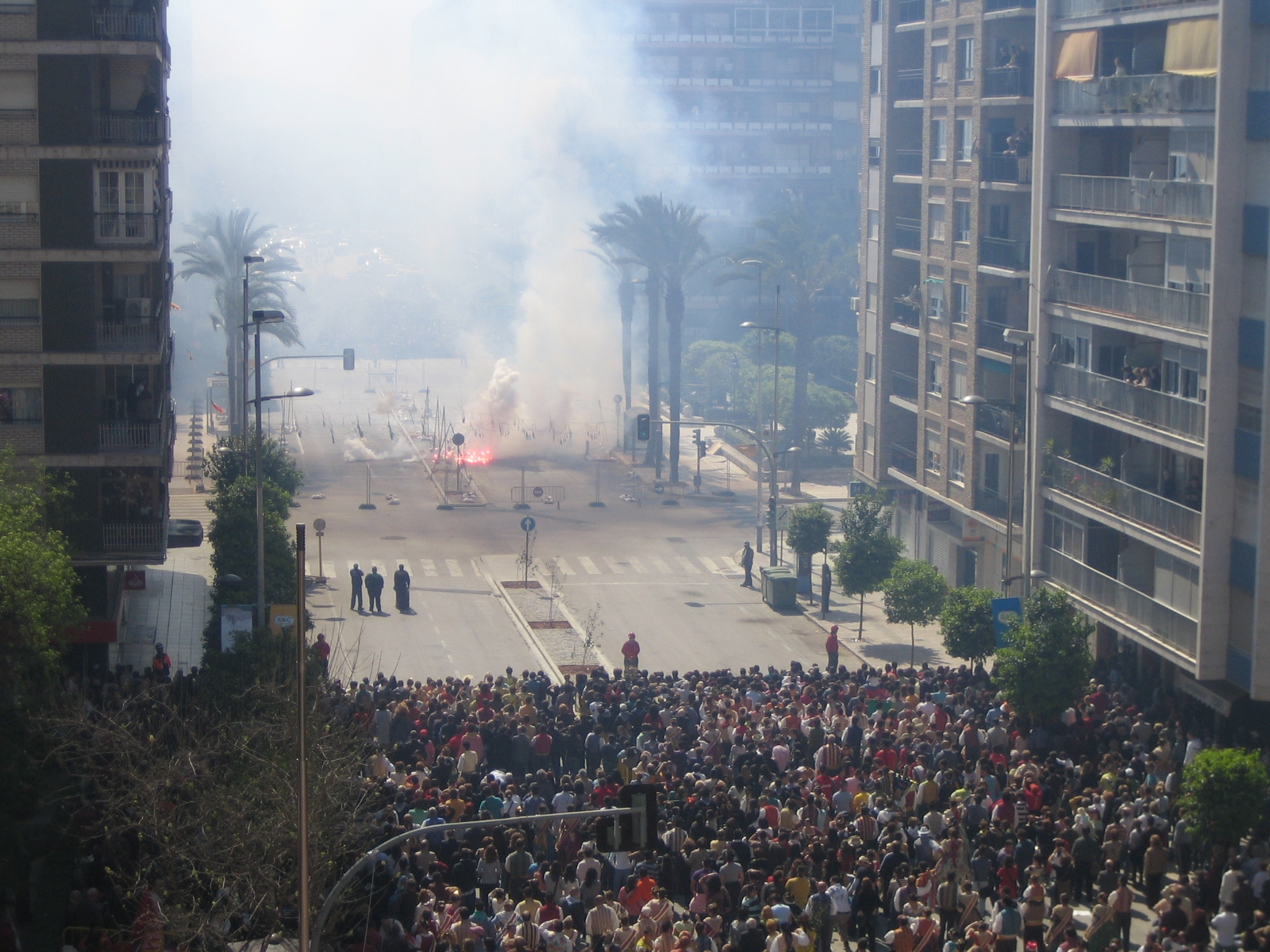
Mascletà de les Falles d'Alzira a la plaça del Regne.

- Falles d'Alzira. Festa d'interés turístic nacional. Alzira és, després de València, la ciutat que més monuments crema per sant Josep.
- Setmana Santa d'Alzira. Festa d'interés turístic nacional.
- Festes Patronals. Tenen lloc en el mes de juliol, als sants Bernat, Maria i Gràcia; i en el mes de setembre, a la mare de déu de Lluc. En les festes del Lluc es representa la troballa de la Verge amb les típiques danses del Jardí, del Negrito, de la Farina, dels Mariners; de la Carxofa, del Pal, del Palustre, dels Pastorets i dels Arquets, totes elles vinculades als diferents gremis.

La gastronomia es basa, com no podia ser d'altra manera, en els arrossos; també són interessants el suquet de peix, l'espardenyà i les mandonguilles de bacallà. Entre els dolços l'arnadí, dolç de moniato, carabassa i ametles i la tradicional mona de pasqua.

## Persones il·lustres
Per ordre cronològic:
- Ibn Amira al-Makhzumí (Alzira, 1186 - Tunis, 1260), historiador, poeta i jurista andalusí.
- Joan Vich i Manrique de Lara (Alzira, 1530 - Tarragona, 1612), ambaixador d'Espanya a la Santa Seu, bisbe de Mallorca (1573) i arquebisbe de Tarragona (1604).
- Antoni Just de Ridaura (segle xvi), aristòcrata, coracer major de l'emperador Carles I d'Espanya i V d'Alemanya, heretatge dels senyorius de Benicull i la Vila-Joiosa.
- Francesc Palanca i Roca (Alzira 1834-1897), dramaturg.
- Teodoro Andreu i Sentamans (Alzira, 1870 - València, 1935), pintor, seguidor de Joaquim Sorolla.
- Manel Just-Genís de Ridaura i Aparicio (Alzira, 1899-1964), aristòcrata, metge i poeta (heretatge dels senyorius de Benicull i la Vila-Joiosa).
- Carles Martí i Feced (Alzira, 1901 - Barcelona 1982), polític.
- Lluís Sunyer i Sanchis (Alzira, 1910-1990), empresari i mecenes.
- Elisa Ramírez (1943), actriu.
- Bernat Montagud (Alzira, 1947), escriptor, historiador i acadèmic.
- Vicent Esteve i Montalvà (Alzira, 1955-València, 2018), mestre i sindicalista.
- Pilar de la Oliva Marrades (Alzira, 1956), magistrada i Presidenta del Tribunal Superior de Justícia de la Comunitat Valenciana.[39]
- Josep Gregori Sanjuan (Alzira, 1959) escriptor i editor.
- Adrián Campos (Alzira, 1960), primer pilot valencià de Fórmula 1.
- Josep Ballester i Roca (Alzira, 1961), poeta i filòleg.
- Jorge Martínez, "Aspar" (Alzira 1962), campió del món de motociclisme.
- Carles Alberola (Alzira, 1964), actor, director i dramaturg.
- Joan Amèric (Alzira, 1964), cantautor.
- Jordi Albelda Juan, violinista.
- Raul Albentosa (Alzira, 1988), futbolista.
- Carmela Fortuny i Camarena (Alzira, 1968), alcaldessa de Sant Cugat del Vallès.
- Amadeu Adell Corts (Alzira, 1972), contrabaixista i compositor.[40]

## Educació

### Educació infantil i primària
- Col·legi Públic Alborxí.
- Col·legi Públic Ausiàs March.
- Col·legi Públic Federico García Sanchiz.
- Col·legi Públic Federico García Lorca.
- Col·legi Públic Lluís Vives.
- Col·legi Públic Pintor Teodoro Andreu.
- Col·legi Públic Santa Maria d'Aigües Vives.
- Col·legi Públic Tirant lo Blanc.
- Col·legi Públic Vicent Blasco Ibáñez.
- Col·legi La Puríssima.
- Acadèmia Xúquer.
- Col·legi Sagrada Família.
- Col·legi Sants Patrons.
- Col·legi Britànic d'Alzira - British School of Alzira.
- Col·legi Gloria Fuertes.

### Educació secundària i professional
- Institut d'Educació Secundària Josep Maria Parra.
- Centre Integrat Públic de Formació Professional Lluís Suñer Sanchis.
- Institut d'Educació Secundària Rei En Jaume.
- Institut d'Educació Secundària el Tulell (oficialmente IES N.º 4).
- Centre de Formació de Persones Adultes Enric Valor.
- Col·legi La Puríssima (Franciscanes).
- Col·legi Sagrada Família - Institut Secular Obreres de la Creu. Sagrada Família
- Col·legi Britànic d'Alzira - British School of Alzira.

### Educació universitària
- Universitat Catòlica de València Sant Vicent Màrtir.
- Universitat Nacional d'Educació a Distància.

### Altres ensenyanments
- Col·legi d'Educació Especial Carmen Picó.
- Ciutat d'Alzira Futbol Base

## DANA
El 29 d’octubre del 2024, el municipi d’Alzira es va veure afectat per la DANA, una gota freda que va tindre greus conseqüències en una totalitat de 78 municipis del País Valencià, on s’han registrat 224 morts.
En aquest municipi hi ha hagut una mort a causa de la DANA. A més, la ràpida crescuda del Magre, afluent del Xúquer, va evitar que aquest poguera discórrer de forma normal a causa de l’efecte bloqueig del Magre, el qual va donar lloc a que es produïren algunes inundacions al municipi. A la capital de La Ribera Alta, una població acostumada a les inundacions degut a la seua localització a la vora del riu Xúquer, l’alcalde Alfons Domínguez va ser avisat per la Confederació Hidrogràfica del Xúquer de les conseqüències que podia tindre la DANA durant el 29 d’octubre. A les 14:30 d’eixe mateix dia, la situació del Magre era crítica. El Xúquer es va desbordar i diverses famílies van haver de ser rescatades.
Enric Montalvà, regidor d’agricultura d’Alzira, va demanar que el municipi fora declarat com a zona catastròfica, ja que s’estima que els danys al camp han sigut de més de 27 milions d’euros. La DANA va provocar greus danys en l’autopista AP-7 i el terme municipal, amb conseqüències a les plantacions de cítrics i caquis, amb unes 70 mil fanecades afectades. El nucli urbà no presenta danys rellevants.
Quant a les ajudes rebudes, la Generalitat Valenciana publicava el 5 de novembre del 2024 ajudes directes a les persones físiques que hagueren perdut béns i utensilis de primera necessitat a causa dels danys provocat per la DANA, amb una ajuda de 6.000 euros per cada vivenda afectada. De la mateixa manera, també es proporciona una mínima ajuda inicial de 200.000 euros dirigida als ajuntaments dels municipis afectats, amb l’objectiu de finançar les actuacions d’emergència no ajornables i els gastos urgents dels ajuntaments provocats per la DANA. Per altra banda, Azira va rebre el 28 de febrer del 2025 una ajuda del Ministeri de Política Territorial d’un import total de 20,9 milions d’euros, amb l’objectiu de finançar les obres de reparació i reconstrucció dels municipis afectats per la DANA.